# Centrale thermique de Soumy
La centrale thermique de Soumy est une centrale thermique dans l'Oblast de Soumy en Ukraine.

## Historique
Elle se situe à Soumy du raïon éponyme, elle a débuté comme unité de production d'électricité pour l'usine de Frouze avec 4Mw de puissance. Une amélioration eu lieu entre 1953 et 1957 avec des turbine tchéco-slovaque de 12Mw. En 1976 avec la cogénération l'usine passait à une production de 14Mw pour passer, en 2009 à 40 Mw.